# John Baraza
John Baraza (naivasha, Kenia, 3 de junio de 1974) es un exfutbolista de Kenia que jugaba en la posición de delantero centro.

## Carrera

### Club
| Periodo   | Club              |
| --------- | ----------------- |
| 1994-2002 | Oserian Fastac    |
| 2002      | Tusker FC         |
| 2003      | IF Sylvia         |
| 2003-2005 | Chemelil Sugar    |
| 2005-2006 | Young Africans SC |
| 2006-2007 | PDRM FA           |
| 2007-2008 | Rayon Sports FC   |
| 2009      | Sofapaka FC       |
| 2009      | Chemelil Sugar    |
| 2010-2015 | Sofapaka FC       |

### Selección nacional
Debutó con Kenia el 4 de mayo de 2002 en una derrota por 0-3 ante Nigeria en un partido amistoso en Lagos y su primer gol internacional lo anotó el 11 de mayo de 2002 en la victoria por 1-0 ante Tanzania en un partido amistoso en Nairobi. Su retiro internacional fue el 25 de junio de 2011 en una derrota por 1-2 ante Sudán en Nairobi por la LG Cup. Jugó 52 partidos con la selección nacional y anotó 21 goles, además de participar en la Copa Africana de Naciones 2004 donde anotó un gol.
| N.º | Fecha                   | Sede                                                 | Rival        | Marcador | Resultado | Torneo                                                  | Ref.   |
| --- | ----------------------- | ---------------------------------------------------- | ------------ | -------- | --------- | ------------------------------------------------------- | ------ |
| 1   | 11 de mayo de 2002      | Moi International Sports Centre, Nairobi, Kenia      | Tanzania     | 1-0      | 1-0       | Amistoso                                                | [ 3 ]  |
| 2   | 18 de mayo de 2002      | Sheikh Amri Abeid Memorial Stadium, Arusha, Tanzania | Tanzania     | 1-0      | 5-0       | Amistoso                                                | [ 4 ]  |
| 3   | 18 de mayo de 2002      | Sheikh Amri Abeid Memorial Stadium, Arusha, Tanzania | Tanzania     | 3-0      | 5-0       | Amistoso                                                | [ 4 ]  |
| 4   | 7 de septiembre de 2002 | Moi International Sports Centre, Nairobi, Kenia      | Togo         | 1-0      | 3-0       | Clasificación para la Copa Africana de Naciones de 2004 | [ 5 ]  |
| 5   | 12 de octubre de 2002   | Estádio da Várzea, Praia, Cabo Verde                 | Cabo Verde   | 1-0      | 1-0       | Clasificación para la Copa Africana de Naciones de 2004 | [ 6 ]  |
| 6   | 26 de octubre de 2002   | Uhuru Stadium, Dar es Salaam, Tanzania               | Uganda       | 1-1      | 1-1       | Amistoso                                                | [ 7 ]  |
| 7   | 6 de diciembre de 2002  | Uhuru Stadium, Dar es Salaam, Tanzania               | Eritrea      | 1-0      | 4-1       | Copa CECAFA 2002                                        | [ 8 ]  |
| 8   | 6 de diciembre de 2002  | Uhuru Stadium, Dar es Salaam, Tanzania               | Eritrea      | 4-1      | 4-1       | Copa CECAFA 2002                                        | [ 8 ]  |
| 9   | 14 de diciembre de 2002 | Uhuru Stadium, Dar es Salaam, Tanzania               | Tanzania     | 2-2      | 3-2       | Copa CECAFA 2002                                        | [ 9 ]  |
| 10  | 2 de febrero de 2004    | Stade 15 Octobre, Bizerte, Túnez                     | Burkina Faso | 3-0      | 3-0       | Copa Africana de Naciones 2004                          | [ 10 ] |
| 11  | 7 de agosto de 2004     | Nakivubo Stadium, Kampala, Uganda                    | Uganda       | 1-1      | 1-1       | Amistoso                                                | [ 11 ] |
| 12  | 18 de agosto de 2004    | Nairobi City Stadium, Nairobi, Kenia                 | Uganda       | 1-0      | 4-1       | Amistoso                                                | [ 12 ] |
| 13  | 18 de agosto de 2004    | Nairobi City Stadium, Nairobi, Kenia                 | Uganda       | 2-0      | 4-1       | Amistoso                                                | [ 12 ] |
| 14  | 4 de septiembre de 2004 | Moi International Sports Centre, Nairobi, Kenia      | Malaui       | 1-0      | 3-2       | Clasificación para la Copa Mundial de Fútbol de 2006    | [ 13 ] |
| 15  | 4 de septiembre de 2004 | Moi International Sports Centre, Nairobi, Kenia      | Malaui       | 3-0      | 3-2       | Clasificación para la Copa Mundial de Fútbol de 2006    | [ 13 ] |
| 16  | 12 de diciembre de 2004 | Addis Ababa Stadium, Addis Ababa, Etiopía            | Sudán        | 2-1      | 2-2       | Copa CECAFA 2004                                        | [ 14 ] |
| 17  | 14 de diciembre de 2004 | Addis Ababa Stadium, Addis Ababa, Etiopía            | Somalia      | 1-0      | 1-0       | Copa CECAFA 2004                                        | [ 15 ] |
| 18  | 25 de diciembre de 2004 | Addis Ababa Stadium, Addis Ababa, Etiopía            | Sudán        | 1-2      | 1-2       | Copa CECAFA 2004                                        | [ 16 ] |
| 19  | 23 de marzo de 2005     | Moi International Sports Centre, Nairobi, Kenia      | Ghana        | 1-1      | 2-2       | Amistoso                                                | [ 17 ] |
| 20  | 5 de diciembre de 2009  | Nyayo National Stadium, Nairobi, Kenia               | Etiopía      | 1-0      | 2-0       | Copa CECAFA 2009                                        | [ 18 ] |
| 21  | 29 de noviembre de 2010 | Benjamin Mkapa Stadium, Dar es Salaam, Tanzania      | Malaui       | 1-2      | 2-3       | Copa CECAFA 2010                                        | [ 19 ] |

## Logros
- Liga keniana de fútbol (2): 2001, 2009
- Liga tanzana de fútbol (2): 2005, 2006
- Liga Premier de Malasia (1): 2006/07
- Copa de Kenia (3): 2003, 2010, 2014
- Supercopa de Kenia (2): 2010, 2011